# Metallica/Diskografie
Diese Diskografie ist eine Übersicht über die musikalischen Werke der US-amerikanischen Metalband Metallica. Den Quellenangaben und Schallplattenauszeichnungen zufolge hat sie bisher mehr als 165,7 Millionen Tonträger verkauft, womit sie zu den erfolgreichsten Bands aller Zeiten gehört. Allein in ihrer Heimat verkaufte sie über 115,3 Millionen Tonträger. In Deutschland konnte die Gruppe bis heute mehr als 11,9 Millionen Tonträger vertreiben und gehört somit zu den Interpreten mit den meisten verkauften Tonträgern in Deutschland. Ihre erfolgreichste Veröffentlichung ist das fünfte Studioalbum Metallica mit über 30 Millionen verkauften Einheiten. Das Album verkaufte sich alleine in Deutschland über zwei Millionen Mal, womit es zu den meistverkauften Alben seit 1975 zählt. Zusammen mit Load (1,25 Millionen), ReLoad (1,25 Millionen) und …And Justice for All (1 Million) zählen Metallica insgesamt vier Millionenseller in Deutschland.

## Alben

### Studioalben
| Jahr | Titel Musiklabel                                                 | Höchstplatzierung, Gesamtwochen, AuszeichnungChartplatzierungen (Jahr, Titel, Musiklabel, Platzierungen, Wochen, Auszeichnungen, Anmerkungen) | Höchstplatzierung, Gesamtwochen, AuszeichnungChartplatzierungen (Jahr, Titel, Musiklabel, Platzierungen, Wochen, Auszeichnungen, Anmerkungen) | Höchstplatzierung, Gesamtwochen, AuszeichnungChartplatzierungen (Jahr, Titel, Musiklabel, Platzierungen, Wochen, Auszeichnungen, Anmerkungen) | Höchstplatzierung, Gesamtwochen, AuszeichnungChartplatzierungen (Jahr, Titel, Musiklabel, Platzierungen, Wochen, Auszeichnungen, Anmerkungen) | Höchstplatzierung, Gesamtwochen, AuszeichnungChartplatzierungen (Jahr, Titel, Musiklabel, Platzierungen, Wochen, Auszeichnungen, Anmerkungen) | Anmerkungen                                                    |
| Jahr | Titel Musiklabel                                                 | DE | AT | CH | UK | US | Anmerkungen                                                    |
| ---- | ---------------------------------------------------------------- | --- | --- | --- | --- | --- | -------------------------------------------------------------- |
| 1983 | Kill ’Em All Megaforce Records (IRD)                             | DE17 a Gold · (2 Wo.)DE | AT54 a (1 Wo.)AT | CH31 a (2 Wo.)CH | UK— ×2DoppelgoldUK | US66 ×4Vierfachplatin · (22 Wo.)US | Erstveröffentlichung: 25. Juli 1983 Verkäufe: + 5.500.000      |
| 1984 | Ride the Lightning Megaforce Records (IRD)                       | DE21 b Platin · (2 Wo.)DE | AT49 b (1 Wo.)AT | CH35 b (3 Wo.)CH | UK87 Platin · (2 Wo.)UK | US48 ×6Sechsfachplatin · (60 Wo.)US | Erstveröffentlichung: 27. Juli 1984 Verkäufe: + 7.195.000      |
| 1986 | Master of Puppets Elektra Records (WMG)                          | DE4 c Platin · (11 Wo.)DE | AT10 d (3 Wo.)AT | CH17 (8 Wo.)CH | UK41 Platin · (8 Wo.)UK | US29 ×8Achtfachplatin · (147 Wo.)US | Erstveröffentlichung: 3. März 1986 Verkäufe: + 9.812.647       |
| 1988 | …And Justice for All Elektra Records (WMG)                       | DE3 e ×2Doppelplatin · (28 Wo.)DE | AT12 (4 Wo.)AT | CH7 Platin · (8 Wo.)CH | UK4 Platin · (7 Wo.)UK | US6 ×8Achtfachplatin · (123 Wo.)US | Erstveröffentlichung: 25. August 1988 Verkäufe: + 10.121.051   |
| 1991 | Metallica Elektra Records (WMG)                                  | DE1 ×4Vierfachplatin · (… Wo.)DE | AT1 f ×2Doppelplatin · (87 Wo.)AT | CH1 ×2Doppelplatin · (59 Wo.)CH | UK1 ×3Dreifachplatin · (107 Wo.)UK | US1 ×2Doppeldiamant · (766 Wo.)US | Erstveröffentlichung: 12. August 1991 Verkäufe: + 30.000.000   |
| 1996 | Load Elektra Records (WMG)                                       | DE1 ×5Fünffachgold · (39 Wo.)DE | AT1 Platin · (21 Wo.)AT | CH1 (21 Wo.)CH | UK1 Platin · (22 Wo.)UK | US1 ×5Fünffachplatin · (99 Wo.)US | Erstveröffentlichung: 4. Juni 1996 Verkäufe: + 8.500.000       |
| 1997 | ReLoad Elektra Records (WMG)                                     | DE1 ×5Fünffachgold · (41 Wo.)DE | AT1 Gold · (16 Wo.)AT | CH3 Platin · (18 Wo.)CH | UK4 Gold · (10 Wo.)UK | US1 ×4Vierfachplatin · (75 Wo.)US | Erstveröffentlichung: 18. November 1997 Verkäufe: + 7.000.000  |
| 2003 | St. Anger Elektra Records (WMG)                                  | DE1 ×2Doppelplatin · (22 Wo.)DE | AT1 Platin · (19 Wo.)AT | CH2 Platin · (20 Wo.)CH | UK3 Gold · (16 Wo.)UK | US1 ×2Doppelplatin · (23 Wo.)US | Erstveröffentlichung: 5. Juni 2003 Verkäufe: + 4.250.000       |
| 2008 | Death Magnetic Warner Bros. Records (WMG)                        | DE1 ×5Fünffachgold · (39 Wo.)DE | AT1 (22 Wo.)AT | CH1 Platin · (20 Wo.)CH | UK1 Platin · (11 Wo.)UK | US1 ×2Doppelplatin · (50 Wo.)US | Erstveröffentlichung: 12. September 2008 Verkäufe: + 4.038.415 |
| 2016 | Hardwired…to Self-Destruct Blackened Recordings (Creeping Death) | DE1 ×2Doppelplatin · (46 Wo.)DE | AT1 ×2Doppelplatin · (29 Wo.)AT | CH1 Platin · (23 Wo.)CH | UK2 Gold · (9 Wo.)UK | US1 Platin · (53 Wo.)US | Erstveröffentlichung: 18. November 2016 Verkäufe: + 2.567.000  |
| 2023 | 72 Seasons Blackened Recordings (Creeping Death)                 | DE1 Gold · (37 Wo.)DE | AT1 (21 Wo.)AT | CH1 (18 Wo.)CH | UK1 Silber · (5 Wo.)UK | US2 (5 Wo.)US | Erstveröffentlichung: 14. April 2023 Verkäufe: + 230.000       |

### Gemeinschaftsalben
| Jahr | Titel Musiklabel                | Höchstplatzierung, Gesamtwochen, AuszeichnungChartplatzierungen (Jahr, Titel, Musiklabel, Platzierungen, Wochen, Auszeichnungen, Anmerkungen) | Höchstplatzierung, Gesamtwochen, AuszeichnungChartplatzierungen (Jahr, Titel, Musiklabel, Platzierungen, Wochen, Auszeichnungen, Anmerkungen) | Höchstplatzierung, Gesamtwochen, AuszeichnungChartplatzierungen (Jahr, Titel, Musiklabel, Platzierungen, Wochen, Auszeichnungen, Anmerkungen) | Höchstplatzierung, Gesamtwochen, AuszeichnungChartplatzierungen (Jahr, Titel, Musiklabel, Platzierungen, Wochen, Auszeichnungen, Anmerkungen) | Höchstplatzierung, Gesamtwochen, AuszeichnungChartplatzierungen (Jahr, Titel, Musiklabel, Platzierungen, Wochen, Auszeichnungen, Anmerkungen) | Anmerkungen                                                             |
| Jahr | Titel Musiklabel                | DE | AT | CH | UK | US | Anmerkungen                                                             |
| ---- | ------------------------------- | --- | --- | --- | --- | --- | ----------------------------------------------------------------------- |
| 2011 | Lulu Warner Bros. Records (WMG) | DE6 (5 Wo.)DE | AT11 (4 Wo.)AT | CH14 (4 Wo.)CH | UK36 (2 Wo.)UK | US36 (1 Wo.)US | Erstveröffentlichung: 28. Oktober 2011 Verkäufe: + 35.000; mit Lou Reed |

### Livealben
| Jahr | Titel Musiklabel                                                                       | Höchstplatzierung, Gesamtwochen, AuszeichnungChartplatzierungen (Jahr, Titel, Musiklabel, Platzierungen, Wochen, Auszeichnungen, Anmerkungen) | Höchstplatzierung, Gesamtwochen, AuszeichnungChartplatzierungen (Jahr, Titel, Musiklabel, Platzierungen, Wochen, Auszeichnungen, Anmerkungen) | Höchstplatzierung, Gesamtwochen, AuszeichnungChartplatzierungen (Jahr, Titel, Musiklabel, Platzierungen, Wochen, Auszeichnungen, Anmerkungen) | Höchstplatzierung, Gesamtwochen, AuszeichnungChartplatzierungen (Jahr, Titel, Musiklabel, Platzierungen, Wochen, Auszeichnungen, Anmerkungen) | Höchstplatzierung, Gesamtwochen, AuszeichnungChartplatzierungen (Jahr, Titel, Musiklabel, Platzierungen, Wochen, Auszeichnungen, Anmerkungen) | Anmerkungen                                                                                                  |
| Jahr | Titel Musiklabel                                                                       | DE | AT | CH | UK | US | Anmerkungen                                                                                                  |
| ---- | -------------------------------------------------------------------------------------- | --- | --- | --- | --- | --- | --- |
| 1993 | Live Shit: Binge & Purge Elektra Records (WMG)                                         | DE91 (3 Wo.)DE | — | — | UK54 (1 Wo.)UK | US26 (7 Wo.)US | Erstveröffentlichung: 23. November 1993 Verkäufe: + 3.250.000                                                |
| 1999 | S&M Elektra Records (WMG)                                                              | DE1 ×5Fünffachgold · (44 Wo.)DE | AT3 Platin · (24 Wo.)AT | CH4 ×2Doppelplatin · (30 Wo.)CH | UK33 Platin · (6 Wo.)UK | US2 ×5Fünffachplatin · (49 Wo.)US | Erstveröffentlichung: 19. November 1999 Verkäufe: + 7.675.000 mit Michael Kamen & San Francisco Symphony     |
| 2009 | Orgullo, Pasion y Gloria: Tres Noches En La Ciudad de Mexico Universal Music (UMG)     | — | — | — | — | — | Erstveröffentlichung: 30. November 2009                                                                      |
| 2010 | The Big Four Live from Sofia, Bulgaria Warner Bros. Records (WMG)                      | DE59 (6 Wo.)DE | AT*AT | CH63 (1 Wo.)CH | UK*UK | US*US | Erstveröffentlichung: 29. Oktober 2010 * siehe Videoalbum; mit Slayer, Megadeth & Anthrax                    |
| 2019 | Helping Hands … Live and Acoustic at the Masonic Blackened Recordings (Creeping Death) | — | — | — | — | — | Erstveröffentlichung: 1. Februar 2019                                                                        |
| 2020 | Live in Chile (1993–2017) Blackened Recordings (Creeping Death)                        | — | — | — | — | — | Erstveröffentlichung: 15. April 2020                                                                         |
| 2020 | S&M2 Blackened Recordings (Creeping Death)                                             | DE1 Gold · (28 Wo.)DE | AT1 (11 Wo.)AT | CH2 (16 Wo.)CH | UK2 (2 Wo.)UK | US4 (3 Wo.)US | Erstveröffentlichung: 28. August 2020 Verkäufe: + 110.000 mit Michael Tilsen Thomas & San Francisco Symphony |

### Kompilationen
| Jahr | Titel Musiklabel                  | Höchstplatzierung, Gesamtwochen, AuszeichnungChartplatzierungen (Jahr, Titel, Musiklabel, Platzierungen, Wochen, Auszeichnungen, Anmerkungen) | Höchstplatzierung, Gesamtwochen, AuszeichnungChartplatzierungen (Jahr, Titel, Musiklabel, Platzierungen, Wochen, Auszeichnungen, Anmerkungen) | Höchstplatzierung, Gesamtwochen, AuszeichnungChartplatzierungen (Jahr, Titel, Musiklabel, Platzierungen, Wochen, Auszeichnungen, Anmerkungen) | Höchstplatzierung, Gesamtwochen, AuszeichnungChartplatzierungen (Jahr, Titel, Musiklabel, Platzierungen, Wochen, Auszeichnungen, Anmerkungen) | Höchstplatzierung, Gesamtwochen, AuszeichnungChartplatzierungen (Jahr, Titel, Musiklabel, Platzierungen, Wochen, Auszeichnungen, Anmerkungen) | Anmerkungen                                                               |
| Jahr | Titel Musiklabel                  | DE | AT | CH | UK | US | Anmerkungen                                                               |
| ---- | --------------------------------- | --- | --- | --- | --- | --- | ------------------------------------------------------------------------- |
| 1998 | Garage Inc. Elektra Records (WMG) | DE1 Platin · (44 Wo.)DE | AT3 Gold · (27 Wo.)AT | CH10 Gold · (25 Wo.)CH | UK29 Gold · (8 Wo.)UK | US2 ×5Fünffachplatin · (44 Wo.)US | Erstveröffentlichung: 24. November 1998 Coveralbum; Verkäufe: + 8.000.000 |

### Soundtracks
| Jahr | Titel Musiklabel                                                  | Höchstplatzierung, Gesamtwochen, AuszeichnungChartplatzierungen (Jahr, Titel, Musiklabel, Platzierungen, Wochen, Auszeichnungen, Anmerkungen) | Höchstplatzierung, Gesamtwochen, AuszeichnungChartplatzierungen (Jahr, Titel, Musiklabel, Platzierungen, Wochen, Auszeichnungen, Anmerkungen) | Höchstplatzierung, Gesamtwochen, AuszeichnungChartplatzierungen (Jahr, Titel, Musiklabel, Platzierungen, Wochen, Auszeichnungen, Anmerkungen) | Höchstplatzierung, Gesamtwochen, AuszeichnungChartplatzierungen (Jahr, Titel, Musiklabel, Platzierungen, Wochen, Auszeichnungen, Anmerkungen) | Höchstplatzierung, Gesamtwochen, AuszeichnungChartplatzierungen (Jahr, Titel, Musiklabel, Platzierungen, Wochen, Auszeichnungen, Anmerkungen) | Anmerkungen                                                 |
| Jahr | Titel Musiklabel                                                  | DE | AT | CH | UK | US | Anmerkungen                                                 |
| ---- | ----------------------------------------------------------------- | --- | --- | --- | --- | --- | ----------------------------------------------------------- |
| 2013 | Metallica Through the Never Blackened Recordings (Creeping Death) | DE8 (16 Wo.)DE | AT4 (9 Wo.)AT | CH16 (7 Wo.)CH | UK36 (2 Wo.)UK | US9 (7 Wo.)US | Erstveröffentlichung: 20. September 2013 Verkäufe: + 35.000 |

### EPs
| Jahr | Titel Musiklabel                                                | Höchstplatzierung, Gesamtwochen, AuszeichnungChartplatzierungen (Jahr, Titel, Musiklabel, Platzierungen, Wochen, Auszeichnungen, Anmerkungen) | Höchstplatzierung, Gesamtwochen, AuszeichnungChartplatzierungen (Jahr, Titel, Musiklabel, Platzierungen, Wochen, Auszeichnungen, Anmerkungen) | Höchstplatzierung, Gesamtwochen, AuszeichnungChartplatzierungen (Jahr, Titel, Musiklabel, Platzierungen, Wochen, Auszeichnungen, Anmerkungen) | Höchstplatzierung, Gesamtwochen, AuszeichnungChartplatzierungen (Jahr, Titel, Musiklabel, Platzierungen, Wochen, Auszeichnungen, Anmerkungen) | Höchstplatzierung, Gesamtwochen, AuszeichnungChartplatzierungen (Jahr, Titel, Musiklabel, Platzierungen, Wochen, Auszeichnungen, Anmerkungen) | Anmerkungen                                                 |
| Jahr | Titel Musiklabel                                                | DE | AT | CH | UK | US | Anmerkungen                                                 |
| ---- | --------------------------------------------------------------- | --- | --- | --- | --- | --- | ----------------------------------------------------------- |
| 1987 | The $5.98 E.P. – Garage Days Re-Revisited Elektra Records (WMG) | DE10 g (10 Wo.)DE | AT16 h (3 Wo.)AT | CH62 h (1 Wo.)CH | UK27 i (4 Wo.)UK | US18 j Platin · (32 Wo.)US | Erstveröffentlichung: 21. August 1987 Verkäufe: + 1.050.000 |
| 1996 | Hero of the Day Elektra Records (WMG)                           | DE*DE | AT*AT | — | UK47 (1 Wo.)UK | US*US | Erstveröffentlichung: 9. September 1996 * siehe Single      |
| 2004 | Some Kind of Monster Elektra Records (WMG)                      | DE65 (3 Wo.)DE | AT40 (5 Wo.)AT | CH71 (1 Wo.)CH | — | US37 (6 Wo.)US | Erstveröffentlichung: 13. Juli 2004                         |
| 2010 | Six Feet Down Under Universal Music (UMG)                       | — | — | — | — | — | Erstveröffentlichung: 20. September 2010 Verkäufe: + 35.000 |
| 2010 | Six Feet Down Under (Part II) Universal Music (UMG)             | — | — | — | — | — | Erstveröffentlichung: 12. September 2010                    |
| 2010 | Live at Grimey’s Warner Bros. Records (WMG)                     | — | — | — | — | — | Erstveröffentlichung: 26. November 2010 Verkäufe: + 3.000   |
| 2011 | Beyond Magnetic Warner Bros. Records (WMG)                      | DE22 (3 Wo.)DE | — | — | — | US29 (12 Wo.)US | Erstveröffentlichung: 13. Dezember 2011                     |

### Tributealben
| Jahr | Titel Musiklabel                                              | Höchstplatzierung, Gesamtwochen, AuszeichnungChartplatzierungen (Jahr, Titel, Musiklabel, Platzierungen, Wochen, Auszeichnungen, Anmerkungen) | Höchstplatzierung, Gesamtwochen, AuszeichnungChartplatzierungen (Jahr, Titel, Musiklabel, Platzierungen, Wochen, Auszeichnungen, Anmerkungen) | Höchstplatzierung, Gesamtwochen, AuszeichnungChartplatzierungen (Jahr, Titel, Musiklabel, Platzierungen, Wochen, Auszeichnungen, Anmerkungen) | Höchstplatzierung, Gesamtwochen, AuszeichnungChartplatzierungen (Jahr, Titel, Musiklabel, Platzierungen, Wochen, Auszeichnungen, Anmerkungen) | Höchstplatzierung, Gesamtwochen, AuszeichnungChartplatzierungen (Jahr, Titel, Musiklabel, Platzierungen, Wochen, Auszeichnungen, Anmerkungen) | Anmerkungen                              |
| Jahr | Titel Musiklabel                                              | DE | AT | CH | UK | US | Anmerkungen                              |
| ---- | ------------------------------------------------------------- | --- | --- | --- | --- | --- | ---------------------------------------- |
| 2021 | The Metallica Blacklist Blackened Recordings (Creeping Death) | DE— kDE | AT6 (1 Wo.)AT | CH— lCH | UK— mUK | US103 (2 Wo.)US | Erstveröffentlichung: 10. September 2021 |

## Singles

### Als Leadmusiker
| Jahr | Titel Album                                      | Höchstplatzierung, Gesamtwochen, AuszeichnungChartplatzierungen (Jahr, Titel, Album, Platzierungen, Wochen, Auszeichnungen, Anmerkungen) | Höchstplatzierung, Gesamtwochen, AuszeichnungChartplatzierungen (Jahr, Titel, Album, Platzierungen, Wochen, Auszeichnungen, Anmerkungen) | Höchstplatzierung, Gesamtwochen, AuszeichnungChartplatzierungen (Jahr, Titel, Album, Platzierungen, Wochen, Auszeichnungen, Anmerkungen) | Höchstplatzierung, Gesamtwochen, AuszeichnungChartplatzierungen (Jahr, Titel, Album, Platzierungen, Wochen, Auszeichnungen, Anmerkungen) | Höchstplatzierung, Gesamtwochen, AuszeichnungChartplatzierungen (Jahr, Titel, Album, Platzierungen, Wochen, Auszeichnungen, Anmerkungen) | Anmerkungen                                                                            |
| Jahr | Titel Album                                      | DE | AT | CH | UK | US | Anmerkungen                                                                            |
| --- | ------------------------------------------------ | --- | --- | --- | --- | --- | -------------------------------------------------------------------------------------- |
| 1983 | Whiplash Kill ’Em All                            | — | — | — | — | — | Erstveröffentlichung: 8. August 1983                                                   |
| 1984 | Jump in the Fire Kill ’Em All                    | — | — | — | — | — | Erstveröffentlichung: 20. Januar 1984 Verkäufe: + 5.000                                |
| 1984 | Creeping Death Ride the Lightning                | — | — | — | UK— SilberUK | US— GoldUS | Erstveröffentlichung: 23. November 1984 Verkäufe: + 785.000                            |
| 1986 | Master of Puppets                                | DE100 n Gold · (1 Wo.)DE | — | — | UK22 n Platin · (… Wo.)UK | US35 n ×3Dreifachplatin · (3 Wo.)US | Erstveröffentlichung: 2. Juli 1986 Verkäufe: + 4.330.000                               |
| 1988 | Harvester of Sorrow …And Justice for All         | — | — | — | UK20 (3 Wo.)UK | — | Erstveröffentlichung: 28. August 1988                                                  |
| 1988 | Eye of the Beholder …And Justice for All         | — | — | — | — | — | Erstveröffentlichung: 30. Oktober 1988                                                 |
| 1989 | One …And Justice for All                         | DE31 (15 Wo.)DE | — | CH22 (11 Wo.)CH | UK13 Gold · (9 Wo.)UK | US35 ×5Gold + Fünffachplatin (Digital) · (15 Wo.)US                                                                                      | Erstveröffentlichung: 10. Januar 1989 · Verkäufe: + 6.895.000; + US: Gold (Mastertone) |
| 1991 | Enter Sandman Metallica                          | DE1 o Platin · (19 Wo.)DE | — | CH11 (15 Wo.)CH | UK5 ×2Doppelplatin · (11 Wo.)UK | US16 ×9×2Neunfachplatin (Digital) + Doppelgold (Physisch/Mastertone) · (20 Wo.)US                                                        | Erstveröffentlichung: 29. Juli 1991 Verkäufe: + 12.890.000                             |
| 1991 | The Unforgiven Metallica                         | DE47 Gold · (6 Wo.)DE | — | — | UK15 Silber · (4 Wo.)UK | US35 ×2Doppelplatin · (17 Wo.)US | Erstveröffentlichung: 28. Oktober 1991 Verkäufe: + 2.835.000                           |
| 1992 | Nothing Else Matters Metallica                   | DE9 ×3Dreifachgold · (51 Wo.)DE | AT6 Gold · (19 Wo.)AT | CH5 (74 Wo.)CH | UK6 Platin · (11 Wo.)UK | US34 Gold · (15 Wo.)US | Erstveröffentlichung: 20. April 1992 Verkäufe: + 3.155.000                             |
| 1992 | Wherever I May Roam Metallica                    | DE30 (11 Wo.)DE | — | — | UK25 (4 Wo.)UK | US82 Platin · (7 Wo.)US | Erstveröffentlichung: 19. Oktober 1992 Verkäufe: + 1.155.000                           |
| 1993 | Sad but True Metallica                           | DE42 (9 Wo.)DE | — | — | UK20 (3 Wo.)UK | US98 ×2Doppelplatin · (1 Wo.)US | Erstveröffentlichung: 8. Februar 1993 Verkäufe: + 2.170.000                            |
| 1996 | Until It Sleeps Load                             | DE15 (14 Wo.)DE | AT12 (12 Wo.)AT | CH22 (9 Wo.)CH | UK5 (5 Wo.)UK | US10 Gold · (20 Wo.)US | Erstveröffentlichung: 16. Mai 1996 Verkäufe: + 600.000                                 |
| 1996 | Hero of the Day Load                             | DE39 (6 Wo.)DE | AT29 (2 Wo.)AT | — | UK17 (4 Wo.)UK | US60 Gold · (18 Wo.)US | Erstveröffentlichung: 9. September 1996 Verkäufe: + 570.000                            |
| 1996 | Mama Said Load                                   | — | — | — | UK19 (2 Wo.)UK | — | Erstveröffentlichung: 25. November 1996 Verkäufe: + 35.000                             |
| 1997 | King Nothing Load                                | — | — | — | — | US90 Gold · (8 Wo.)US | Erstveröffentlichung: 6. Januar 1997 Verkäufe: + 500.000                               |
| 1997 | The Memory Remains ReLoad                        | DE20 (9 Wo.)DE | AT20 (7 Wo.)AT | CH30 (5 Wo.)CH | UK13 (4 Wo.)UK | US28 Gold · (19 Wo.)US | Erstveröffentlichung: 3. November 1997 Verkäufe: + 570.000; feat. Marianne Faithfull   |
| 1998 | The Unforgiven II ReLoad                         | DE23 (9 Wo.)DE | AT18 (11 Wo.)AT | — | UK15 (4 Wo.)UK | US59 (15 Wo.)US | Erstveröffentlichung: 23. Februar 1998 Verkäufe: + 130.000                             |
| 1998 | Fuel ReLoad                                      | DE57 (4 Wo.)DE | — | — | UK31 Silber · (2 Wo.)UK | — | Erstveröffentlichung: 16. Juni 1998 Verkäufe: + 355.000                                |
| 1998 | Turn the Page Garage Inc.                        | DE23 (9 Wo.)DE | AT19 (8 Wo.)AT | — | — | US— PlatinUS | Erstveröffentlichung: 16. November 1998 Verkäufe: + 1.100.000; Original: Bob Seger     |
| 1999 | Whiskey in the Jar Garage Inc.                   | DE23 Gold · (18 Wo.)DE | AT30 (8 Wo.)AT | CH55 (1 Wo.)CH | UK29 Gold · (2 Wo.)UK | — | Erstveröffentlichung: 1. Februar 1999 Verkäufe: + 920.000; Original: Traditional       |
| 1999 | Die, Die My Darling Garage Inc.                  | — | — | — | — | — | Erstveröffentlichung: 7. Juni 1999 Original: Misfits                                   |
| 1999 | Nothing Else Matters (Live) S&M                  | DE2 (40 Wo.)DE | — | CH4 (26 Wo.)CH | — | — | Erstveröffentlichung: 22. November 1999 mit Michael Kamen & San Francisco Symphony     |
| 2000 | No Leaf Clover (Live) S&M                        | DE40 (5 Wo.)DE | — | CH99 (1 Wo.)CH | — | US74 (10 Wo.)US | Erstveröffentlichung: 13. März 2000 mit Michael Kamen & San Francisco Symphony         |
| 2000 | I Disappear Mission: Impossible II (O.S.T.)      | DE14 (13 Wo.)DE | AT25 (9 Wo.)AT | CH20 (15 Wo.)CH | UK35 (4 Wo.)UK | US76 Gold · (20 Wo.)US | Erstveröffentlichung: 9. Mai 2000 Verkäufe: + 520.641                                  |
| 2003 | St. Anger                                        | DE15 (9 Wo.)DE | AT17 (10 Wo.)AT | CH28 (8 Wo.)CH | UK9 (10 Wo.)UK | — | Erstveröffentlichung: 23. Juni 2003 Verkäufe: + 70.000                                 |
| 2003 | Frantic St. Anger                                | DE21 (6 Wo.)DE | AT30 (5 Wo.)AT | CH57 (5 Wo.)CH | UK16 (5 Wo.)UK | — | Erstveröffentlichung: 22. September 2003                                               |
| 2004 | The Unnamed Feeling St. Anger                    | DE24 (7 Wo.)DE | AT42 (4 Wo.)AT | CH47 (6 Wo.)CH | UK42 (2 Wo.)UK | — | Erstveröffentlichung: 12. Januar 2004                                                  |
| 2008 | The Day That Never Comes Death Magnetic          | — | AT25 (9 Wo.)AT | CH32 (6 Wo.)CH | UK19 (6 Wo.)UK | US31 Gold · (10 Wo.)US | Erstveröffentlichung: 21. August 2008 Verkäufe: + 550.000                              |
| 2008 | My Apocalypse Death Magnetic                     | — | AT56 (1 Wo.)AT | — | UK51 (2 Wo.)UK | US67 (1 Wo.)US | Erstveröffentlichung: 26. August 2008                                                  |
| 2008 | Cyanide Death Magnetic                           | — | — | — | UK48 (2 Wo.)UK | US50 (1 Wo.)US | Erstveröffentlichung: 2. September 2008                                                |
| 2008 | The Judas Kiss Death Magnetic                    | — | — | — | UK79 (1 Wo.)UK | — | Erstveröffentlichung: 8. September 2008                                                |
| 2008 | All Nightmare Long Death Magnetic                | DE15 (9 Wo.)DE | AT51 (1 Wo.)AT | — | — | — | Erstveröffentlichung: 12. Dezember 2008                                                |
| 2009 | Broken, Beat & Scarred Death Magnetic            | DE35 (6 Wo.)DE | AT74 (1 Wo.)AT | — | — | — | Erstveröffentlichung: 3. April 2009                                                    |
| 2011 | The View Lulu                                    | — | — | — | — | — | Erstveröffentlichung: 27. September 2011 mit Lou Reed                                  |
| 2014 | Lords of Summer –                                | — | — | — | — | — | Erstveröffentlichung: 19. März 2014                                                    |
| 2016 | Hardwired Hardwired … to Self-Destruct           | — | — | — | — | US— GoldUS | Erstveröffentlichung: 18. August 2016 Verkäufe: + 535.000                              |
| 2016 | Moth into Flame Hardwired … to Self-Destruct     | — | — | — | — | — | Erstveröffentlichung: 26. September 2016                                               |
| 2016 | Atlas, Rise! Hardwired … to Self-Destruct        | DE100 (1 Wo.)DE | — | — | — | — | Erstveröffentlichung: 31. Oktober 2016                                                 |
| 2017 | Now That We’re Dead Hardwired … to Self-Destruct | — | — | — | — | — | Erstveröffentlichung: 18. April 2017                                                   |
| 2017 | Spit Out the Bone Hardwired … to Self-Destruct   | — | — | — | — | — | Erstveröffentlichung: 14. November 2017                                                |
| 2020 | All Within My Hands (Live) S&M2                  | — | — | — | — | — | Erstveröffentlichung: 15. Juli 2020 mit Michael Tilsen Thomas & San Francisco Symphony |
| 2022 | Lux Æterna 72 Seasons                            | — | — | — | — | — | Erstveröffentlichung: 28. November 2022                                                |
| 2023 | Screaming Suicide 72 Seasons                     | — | — | — | — | — | Erstveröffentlichung: 19. Januar 2023                                                  |
| 2023 | If Darkness Had a Son 72 Seasons                 | — | — | — | — | — | Erstveröffentlichung: 1. März 2023                                                     |
| 2023 | 72 Seasons                                       | DE— pDE | — | — | — | — | Erstveröffentlichung: 30. März 2023                                                    |
| Folgende Lieder erschienen nicht als Single, wurden aber durch das Album zum Download und Streaming bereitgestellt und konnten somit eine Platzierung erlangen: |                                                  | | | | | |                                                                                        |
| |                                                  | | | | | |                                                                                        |
| 2008 | The Unforgiven III Death Magnetic                | — | — | CH12 (7 Wo.)CH | — | — | Charteinstieg: 28. September 2008 Verkäufe: + 35.000                                   |
| 2012 | Hate Train Beyond Magnetic                       | — | AT30 (3 Wo.)AT | — | — | — | Charteinstieg: 10. Februar 2012                                                        |

## Videoalben und Musikvideos

### Videoalben
| Jahr | Titel Musiklabel                                                                   | Höchstplatzierung, Gesamtwochen, AuszeichnungChartplatzierungen (Jahr, Titel, Musiklabel, Platzierungen, Wochen, Auszeichnungen, Anmerkungen) | Höchstplatzierung, Gesamtwochen, AuszeichnungChartplatzierungen (Jahr, Titel, Musiklabel, Platzierungen, Wochen, Auszeichnungen, Anmerkungen) | Höchstplatzierung, Gesamtwochen, AuszeichnungChartplatzierungen (Jahr, Titel, Musiklabel, Platzierungen, Wochen, Auszeichnungen, Anmerkungen) | Höchstplatzierung, Gesamtwochen, AuszeichnungChartplatzierungen (Jahr, Titel, Musiklabel, Platzierungen, Wochen, Auszeichnungen, Anmerkungen) | Höchstplatzierung, Gesamtwochen, AuszeichnungChartplatzierungen (Jahr, Titel, Musiklabel, Platzierungen, Wochen, Auszeichnungen, Anmerkungen) | Anmerkungen |
| Jahr | Titel Musiklabel                                                                   | DE | AT | CH | UK | US | Anmerkungen |
| ---- | ---------------------------------------------------------------------------------- | --- | --- | --- | --- | --- | --- |
| 1984 | Ride the Lightning auch bekannt als: Subete al Relampago Megaforce Records (IRD)   | DE*DE | — | CH*CH | UK*UK | US*US | Erstveröffentlichung: 27. Juli 1984 Verkäufe: + 8.000; * siehe Studioalbum                                                |
| 1986 | Master of Puppets Elektra Records (WMG)                                            | DE*DE | AT*AT | CH*CH | UK*UK | US*US | Erstveröffentlichung: 3. März 1986 Verkäufe: + 16.000; * siehe Studioalbum                                                |
| 1987 | $19.98 Home Vid Cliff’em All! Elektra Records (WMG)                                | — | — | — | — | US1 ×4Vierfachplatin · (131 Wo.)US | Erstveröffentlichung: 28. November 1987 Verkäufe: + 400.000                                                               |
| 1988 | …And Justice for All Elektra Records (WMG)                                         | DE*DE | AT*AT | CH*CH | UK*UK | US*US | Erstveröffentlichung: 25. August 1988 Verkäufe: + 16.000; * siehe Studioalbum                                             |
| 1989 | 2 of One Elektra Records (WMG)                                                     | — | — | — | — | US2 Platin · (16 Wo.)US | Erstveröffentlichung: 20. Juni 1989 Verkäufe: + 100.000                                                                   |
| 1992 | A Year and a Half in the Life of Metallica Elektra Records (WMG)                   | — | — | — | — | US1 ×3Dreifachplatin · (79 Wo.)US | Erstveröffentlichung: 17. November 1992 Verkäufe: + 300.000                                                               |
| 1992 | A Year and a Half in the Life of Metallica Vol. 2 Elektra Records (WMG)            | — | — | — | — | US12 (37 Wo.)US | Erstveröffentlichung: 17. November 1992                                                                                   |
| 1993 | Live Shit: Binge & Purge Elektra Records (WMG)                                     | DE68 Gold · (3 Wo.)DE | — | — | — | US1 ×2121-fach-Platin · (277 Wo.)US | Erstveröffentlichung: 23. November 1993 Verkäufe: + 2.125.000                                                             |
| 1998 | Cunning Stunts Elektra Records (WMG)                                               | — | — | — | UK7 ×2Doppelplatin · (197 Wo.)UK | US3 ×3Dreifachplatin · (112 Wo.)US | Erstveröffentlichung: 8. Dezember 1998 Verkäufe: + 424.376                                                                |
| 1999 | S&M Elektra Records (WMG)                                                          | DE*DE | AT5 Gold · (7 Wo.)AT | CH*CH | UK1 Platin · (84 Wo.)UK | US1 ×6Sechsfachplatin · (95 Wo.)US | Erstveröffentlichung: 19. November 1999 Verkäufe: + 850.000; * siehe Livealbum mit Michael Kamen & San Francisco Symphony |
| 2004 | Metallica: Some Kind of Monster Paramount Pictures (Paramount)                     | DE*DE | AT5 (4 Wo.)AT | CH*CH | UK1 Platin · (30 Wo.)UK | US*US | Erstveröffentlichung: 13. Juli 2004 Verkäufe: + 50.000; * siehe EP                                                        |
| 2006 | Metallica: The Videos 1989–2004 Warner Bros. Records (WMG)                         | DE34 Platin · (7 Wo.)DE | AT1 (20 Wo.)AT | CH9 (1 Wo.)CH | UK4 Platin · (62 Wo.)UK | US3 (72 Wo.)US | Erstveröffentlichung: 5. Dezember 2006 Verkäufe: + 259.033                                                                |
| 2009 | Français pour une nuit Universal Music (UMG)                                       | — | — | CH3 (21 Wo.)CH | UK9 (23 Wo.)UK | — | Erstveröffentlichung: 29. November 2009 Verkäufe: + 70.500                                                                |
| 2009 | Orgullo, Pasion y Gloria: Tres Noches En La Ciudad de Mexico Universal Music (UMG) | — | — | — | — | — | Erstveröffentlichung: 30. November 2009 Verkäufe: + 118.000                                                               |
| 2010 | The Big Four Live from Sofia, Bulgaria Universal Music (UMG)                       | DE4 Gold · (14 Wo.)DE | AT1 (9 Wo.)AT | CH3 (6 Wo.)CH | UK1 (21 Wo.)UK | US1 ×2Doppelplatin · (65 Wo.)US | Erstveröffentlichung: 29. Oktober 2010 Verkäufe: + 289.000; mit Slayer, Megadeth & Anthrax                                |
| 2012 | Quebec Magnetic Blackened Recordings (Creeping Death)                              | DE29 Gold · (5 Wo.)DE | AT2 (2 Wo.)AT | CH1 (14 Wo.)CH | UK9 (11 Wo.)UK | US3 (47 Wo.)US | Erstveröffentlichung: 7. Dezember 2012 Verkäufe: + 80.000                                                                 |
| 2014 | Metallica Through the Never Blackened Recordings (Creeping Death)                  | DE6 ×2Doppelplatin · (18 Wo.)DE | AT1 (31 Wo.)AT | CH*CH | UK1 Gold · (105 Wo.)UK | US1 (78 Wo.)US | Erstveröffentlichung: 28. Januar 2014 Verkäufe: + 125.000; * siehe Soundtrack                                             |
| 2020 | S&M2 Blackened Recordings (Creeping Death)                                         | DE*DE | AT1 (35 Wo.)AT | CH1 (8 Wo.)CH | — | — | Erstveröffentlichung: 28. August 2020 mit Michael Tilsen Thomas & San Francisco Symphony * siehe Livealbum                |

### Musikvideos
| Jahr | Titel                    | Regie                                                              |
| ---- | ------------------------ | ------------------------------------------------------------------ |
| 1989 | One                      | Bill Pope, Michael Salomon                                         |
| 1991 | Enter Sandman            | Wayne Isham                                                        |
| 1991 | The Unforgiven           | Matt Mahurin                                                       |
| 1992 | Nothing Else Matters     | Adam Dubin                                                         |
| 1992 | Wherever I May Roam      | Wayne Isham                                                        |
| 1992 | Sad but True             | Wayne Isham                                                        |
| 1996 | Until It Sleeps          | Samuel Bayer                                                       |
| 1996 | Hero of the Day          | Anton Corbijn                                                      |
| 1996 | Mama Said                | Anton Corbijn                                                      |
| 1997 | King Nothing             | Matt Mahurin                                                       |
| 1997 | The Memory Remains       | Paul Andresen                                                      |
| 1998 | The Unforgiven II        | Matt Mahurin                                                       |
| 1998 | Fuel                     | Wayne Isham                                                        |
| 1998 | Turn the Page            | Jonas Åkerlund                                                     |
| 1999 | Whiskey in the Jar       | Jonas Åkerlund                                                     |
| 1999 | No Leaf Clover           | Wayne Isham                                                        |
| 2000 | I Disappear              | Wayne Isham                                                        |
| 2003 | St. Anger                | The Malloys                                                        |
| 2003 | Frantic                  | Wayne Isham                                                        |
| 2004 | The Unnamed Feeling      | The Malloys                                                        |
| 2004 | Some Kind of Monster     | Bruce Sinofsky                                                     |
| 2008 | The Day That Never Comes | Thomas Vinterberg                                                  |
| 2008 | All Nightmare Long       | Robert Schober                                                     |
| 2009 | Broken, Beat & Scarred   | Wayne Isham                                                        |
| 2011 | The View (mit Lou Reed)  | Darren Aronofsky                                                   |
| 2016 | Hardwired                | Colin Shane Hakes                                                  |
| 2016 | Moth into Flame          | Tom Kirk                                                           |
| 2016 | Atlas, Rise!             | Clark Eddy                                                         |
| 2016 | Dream No More            | Tom Kirk                                                           |
| 2016 | Confusion                | Claire Marie Vogel                                                 |
| 2016 | ManUNkind                | Jonas Åkerlund                                                     |
| 2016 | Now That We’re Dead      | Herring & Herring (Version 1; 2016) Brett Murray (Version 2; 2017) |
| 2016 | Here Comes Revenge       | Jessica Cope                                                       |
| 2016 | Am I Savage?             | Herring & Herring                                                  |
| 2016 | Halo on Fire             | Herring & Herring                                                  |
| 2016 | Murder One               | Robert Valley                                                      |
| 2016 | Spit Out the Bone        | Phil Mucci                                                         |
| 2016 | Lords of Summer          | Brett Murray                                                       |
| 2022 | Lux Æterna               | Tim Saccenti                                                       |
| 2023 | Screaming Suicide        | Tim Saccenti                                                       |
| 2023 | If Darkness Had a Son    | Tim Saccenti                                                       |
| 2023 | 72 Seasons               | Tim Saccenti                                                       |
| 2023 | Sleepwalk My Life Away   | Tim Saccenti                                                       |
| 2023 | Room of Mirrors          | Tristan Zammit                                                     |
| 2023 | Shadows Follow           | Tristan Zammit                                                     |
| 2023 | Too Far Gone?            | Team Rolfes                                                        |
| 2023 | Crown of Barbed Wire     | Corey Daigle                                                       |
| 2023 | Chasing Light            | Kim Asendorf, Dina Chang                                           |
| 2023 | You Must Burn!           | Tim Saccenti, Yoshi Sodeoka                                        |
| 2023 | Inamorata                | Jess Cope                                                          |

## Boxsets
| Jahr | Titel Musiklabel                                                         | Höchstplatzierung, Gesamtwochen, AuszeichnungChartplatzierungen (Jahr, Titel, Musiklabel, Platzierungen, Wochen, Auszeichnungen, Anmerkungen) | Höchstplatzierung, Gesamtwochen, AuszeichnungChartplatzierungen (Jahr, Titel, Musiklabel, Platzierungen, Wochen, Auszeichnungen, Anmerkungen) | Höchstplatzierung, Gesamtwochen, AuszeichnungChartplatzierungen (Jahr, Titel, Musiklabel, Platzierungen, Wochen, Auszeichnungen, Anmerkungen) | Höchstplatzierung, Gesamtwochen, AuszeichnungChartplatzierungen (Jahr, Titel, Musiklabel, Platzierungen, Wochen, Auszeichnungen, Anmerkungen) | Höchstplatzierung, Gesamtwochen, AuszeichnungChartplatzierungen (Jahr, Titel, Musiklabel, Platzierungen, Wochen, Auszeichnungen, Anmerkungen) | Anmerkungen                             |
| Jahr | Titel Musiklabel                                                         | DE | AT | CH | UK | US | Anmerkungen                             |
| ---- | ------------------------------------------------------------------------ | --- | --- | --- | --- | --- | --------------------------------------- |
| 1990 | The Good, the Bad and the Live Vertigo Records (Phonogram)               | — | — | — | UK56 (1 Wo.)UK | — | Erstveröffentlichung: 7. Mai 1990       |
| 2004 | Limited-Edition Vinyl Box Set Rhino Records (WMG)                        | — | — | — | — | — | Erstveröffentlichung: 23. November 2004 |
| 2009 | The Metallica Collection Warner Bros. Records (WMG)                      | — | — | — | — | — | Erstveröffentlichung: 14. April 2009    |
| 2022 | Metal Beast – Broadcast Recordings Blackened Recordings (Creeping Death) | DE72 (1 Wo.)DE | — | — | — | — | Erstveröffentlichung: 29. April 2022    |

## Promoveröffentlichungen
Promo-Singles

| Jahr | Titel Album                                                                  | Höchstplatzierung, Gesamtwochen, AuszeichnungChartplatzierungen (Jahr, Titel, Album, Platzierungen, Wochen, Auszeichnungen, Anmerkungen) | Höchstplatzierung, Gesamtwochen, AuszeichnungChartplatzierungen (Jahr, Titel, Album, Platzierungen, Wochen, Auszeichnungen, Anmerkungen) | Höchstplatzierung, Gesamtwochen, AuszeichnungChartplatzierungen (Jahr, Titel, Album, Platzierungen, Wochen, Auszeichnungen, Anmerkungen) | Höchstplatzierung, Gesamtwochen, AuszeichnungChartplatzierungen (Jahr, Titel, Album, Platzierungen, Wochen, Auszeichnungen, Anmerkungen) | Höchstplatzierung, Gesamtwochen, AuszeichnungChartplatzierungen (Jahr, Titel, Album, Platzierungen, Wochen, Auszeichnungen, Anmerkungen) | Anmerkungen                                                    |
| Jahr | Titel Album                                                                  | DE | AT | CH | UK | US | Anmerkungen                                                    |
| ---- | ---------------------------------------------------------------------------- | --- | --- | --- | --- | --- | -------------------------------------------------------------- |
| 1984 | Fade to Black Ride the Lightning                                             | — | — | CH100 q (1 Wo.)CH | UK— SilberUK | US— ×2DoppelplatinUS | Erstveröffentlichung: 30. September 1984 Verkäufe: + 2.300.000 |
| 1985 | For Whom the Bell Tolls Ride the Lightning                                   | — | — | — | UK— GoldUK | US— ×3DreifachplatinUS | Erstveröffentlichung: 31. August 1985 Verkäufe: + 3.570.000    |
| 1989 | …And Justice for All                                                         | — | — | — | — | US— GoldUS | Erstveröffentlichung: 1989 Verkäufe: + 500.000                 |
| 1990 | Stone Cold Crazy Rubáiyát: Elektra’s 40th Anniversary (Sampler)              | — | — | — | — | — | Erstveröffentlichung: 1990 Original: Queen                     |
| 1991 | Don’t Tread on Me Metallica                                                  | — | — | — | — | US— GoldUS | Erstveröffentlichung: 29. August 1991 Verkäufe: + 500.000      |
| 1996 | Ain’t My Bitch Load                                                          | — | — | — | — | — | Erstveröffentlichung: 3. Juli 1996                             |
| 1997 | Bleeding Me Load                                                             | — | — | — | — | — | Erstveröffentlichung: 11. März 1997                            |
| 1998 | Better than You Reload                                                       | — | — | — | — | — | Erstveröffentlichung: 16. Juli 1998                            |
| 2007 | The Ecstasy of Gold We All Love Ennio Morricone (Sampler)                    | — | — | — | — | — | Erstveröffentlichung: 2007 Original: Ennio Morricone           |
| 2009 | The End of the Line Death Magnetic                                           | — | — | — | — | — | Erstveröffentlichung: 2009                                     |
| 2018 | The Wait (Remastered) The $5.98 E.P. – Garage Days Re-Revisited (Remastered) | — | — | — | — | — | Erstveröffentlichung: 26. Januar 2018                          |
| 2018 | Dyers Eve (Remastered) …And Justice for All (Remastered)                     | — | — | — | — | — | Erstveröffentlichung: 6. September 2018                        |
| 2018 | The Shortest Straw …And Justice for All (Remastered)                         | — | — | — | — | — | Erstveröffentlichung: 28. September 2018                       |
| 2020 | Blackened 2020 –                                                             | — | — | — | — | — | Erstveröffentlichung: 15. Mai 2020                             |
| 2021 | Holier Than Thou Metallica (Remastered Expanded Edition)                     | — | — | — | — | — | Erstveröffentlichung: 7. Juli 2021                             |
| 2021 | Through the Never (Live) Metallica (Remastered Expanded Edition)             | — | — | — | — | — | Erstveröffentlichung: 3. August 2021                           |
| 2021 | Of Wolf and Man (Live) Metallica (Remastered Expanded Edition)               | — | — | — | — | — | Erstveröffentlichung: 18. August 2021                          |
| 2021 | The God That Failed (Live) Metallica (Remastered Expanded Edition)           | — | — | — | — | — | Erstveröffentlichung: 26. August 2021                          |

## Sonderveröffentlichungen
| Jahr | Titel Album                      | Anmerkungen                                                       |
| ---- | -------------------------------- | ----------------------------------------------------------------- |
| 2010 | You Really Got Me See My Friends | Erstveröffentlichung: 1. November 2010 Ray Davies feat. Metallica |

| Jahr | Titel Album                                                                 | Anmerkungen                                                      |
| ---- | --------------------------------------------------------------------------- | ---------------------------------------------------------------- |
| 1981 | Hit the Lights Metal Massacre                                               | Erstveröffentlichung: 1981 auf der ersten Auflage als Mettallica |
| 1990 | Stone Cold Crazy Rubáiyát: Elektra’s 40th Anniversary                       | Erstveröffentlichung: 24. September 1990 Original: Queen         |
| 2002 | We Did It Again Swizz Beatz Presents G.H.E.T.T.O. Stories                   | Erstveröffentlichung: 10. Dezember 2002 mit Ja Rule              |
| 2003 | 53rd & 3rd We’re a Happy Family: A Tribute to Ramones                       | Erstveröffentlichung: 11. Februar 2003 Original: Ramones         |
| 2007 | The Ecstasy of Gold We All Love Ennio Morricone                             | Erstveröffentlichung: 19. Februar 2007 Original: Ennio Morricone |
| 2008 | Remember Tomorrow Maiden Heaven: A Tribute to Iron Maiden                   | Erstveröffentlichung: 16. Juli 2008 Original: Iron Maiden        |
| 2012 | When a Blind Man Cries Re-Machined: A Tribute to Deep Purple’s Machine Head | Erstveröffentlichung: 25. September 2012 Original: Deep Purple   |
| 2014 | Ronnie Rising Medley Ronnie James Dio – This Is Your Life                   | Erstveröffentlichung: 25. März 2014 Original: Rainbow            |

| Jahr | Titel Soundtrack                  | Anmerkungen                       |
| ---- | --------------------------------- | --------------------------------- |
| 2000 | I Disappear Mission: Impossible 2 | Erstveröffentlichung: 9. Mai 2000 |

## Statistik

### Chartauswertung
Die folgende Aufstellung beinhaltet eine Übersicht über die Charterfolge Metallicas in den Album-, Single- sowie den Musik-DVD-Charts. In Deutschland besteht die Besonderheit, dass Videoalben sich ebenfalls in den Albumcharts platzieren. In Österreich, der Schweiz, dem Vereinigten Königreich und den Vereinigten Staaten werden für Videoalben eigenständige Chartlisten geführt.
|                     | DE     | AT     | CH     | UK     | US     |
| ------------------- | ------ | ------ | ------ | ------ | ------ |
| Nummer-eins-Alben   | DE10DE | AT8AT  | CH5CH  | UK4UK  | US6US  |
| Top-10-Alben        | DE17DE | AT13AT | CH11CH | UK9UK  | US12US |
| Alben in den Charts | DE28DE | AT19AT | CH19CH | UK18UK | US21US |

|                       | DE     | AT     | CH     | UK     | US     |
| --------------------- | ------ | ------ | ------ | ------ | ------ |
| Nummer-eins-Singles   | DE1DE  | AT—AT  | CH—CH  | UK—UK  | US—US  |
| Top-10-Singles        | DE3DE  | AT1AT  | CH2CH  | UK4UK  | US1US  |
| Singles in den Charts | DE23DE | AT16AT | CH15CH | UK24UK | US17US |

|                          | DE    | AT    | CH    | UK    | US     |
| ------------------------ | ----- | ----- | ----- | ----- | ------ |
| Nummer-eins-Videoalben   | DE—DE | AT4AT | CH2CH | UK4UK | US6US  |
| Top-10-Videoalben        | DE—DE | AT7AT | CH5CH | UK8UK | US10US |
| Videoalben in den Charts | DE—DE | AT7AT | CH5CH | UK8UK | US11US |

### Auszeichnungen für Musikverkäufe
| Land/RegionAuszeichnungen für Musikverkäufe (Land/Region, Auszeichnungen, Verkäufe, Quellen) | Silber     | Gold         | Platin         | Diamant     | Verkäufe     | Quellen                                                                               |
| -------------------------------------------------------------------------------------------- | ---------- | ------------ | -------------- | ----------- | ------------ | ------------------------------------------------------------------------------------- |
| Argentinien (CAPIF)                                                                          | —          | 2× Gold2     | 23× Platin23   | —           | 690.000      | capif.org.ar                                                                          |
| Australien (ARIA)                                                                            | —          | 11× Gold11   | 106× Platin106 | —           | 7.217.500    | aria.com.au                                                                           |
| Belgien (BRMA)                                                                               | —          | 6× Gold6     | 5× Platin5     | —           | 360.000      | ultratop.be                                                                           |
| Brasilien (PMB)                                                                              | —          | 8× Gold8     | 6× Platin6     | —           | 590.000      | pro-musicabr.org.br                                                                   |
| Chile (IFPI)                                                                                 | —          | —            | Platin1        | —           | 25.000       | Einzelnachweise                                                                       |
| Dänemark (IFPI)                                                                              | —          | 5× Gold5     | 18× Platin18   | —           | 770.000      | ifpi.dk                                                                               |
| Deutschland (BVMI)                                                                           | —          | 14× Gold14   | 26× Platin26   | —           | 11.975.000   | musikindustrie.de                                                                     |
| Europa (IFPI)                                                                                | —          | —            | 10× Platin10   | —           | (10.000.000) | ifpi.org (Memento vom 1. Januar 2014 im Internet Archive)                             |
| Finnland (IFPI)                                                                              | —          | 4× Gold4     | 10× Platin10   | —           | 524.676      | ifpi.fi                                                                               |
| Frankreich (SNEP)                                                                            | —          | 6× Gold6     | 6× Platin6     | —           | 865.000      | snepmusique.com                                                                       |
| Golf-Kooperationsrat (IFPI)                                                                  | —          | Gold1        | —              | —           | 3.000        | ifpi.org                                                                              |
| Griechenland (IFPI)                                                                          | —          | 3× Gold3     | 4× Platin4     | —           | 77.000       | Einzelnachweise                                                                       |
| Hongkong (IFPI/HKRIA)                                                                        | —          | 2× Gold2     | —              | —           | 20.000       | ifpihk.org                                                                            |
| Indien (IMI)                                                                                 | Silber1    | —            | —              | —           | 15.000       | Einzelnachweise                                                                       |
| Indonesien (ASIRI)                                                                           | —          | —            | Platin1        | —           | 50.000       | Einzelnachweise                                                                       |
| Irland (IRMA)                                                                                | —          | —            | 2× Platin2     | —           | 30.000       | irishcharts.ie                                                                        |
| Island (IFPI)                                                                                | —          | Gold1        | —              | —           | 3.000        | Einzelnachweise                                                                       |
| Israel (IFPI)                                                                                | —          | Gold1        | —              | —           | 20.000       | Einzelnachweise                                                                       |
| Italien (FIMI)                                                                               | —          | 7× Gold7     | 5× Platin5     | —           | 500.000      | fimi.it                                                                               |
| Japan (RIAJ)                                                                                 | —          | 3× Gold3     | 3× Platin3     | —           | 850.000      | riaj.or.jp                                                                            |
| Kanada (MC)                                                                                  | —          | 3× Gold3     | 29× Platin29   | Diamant1    | 3.760.000    | musiccanada.com                                                                       |
| Kolumbien (ASINCOL)                                                                          | —          | —            | 2× Platin2     | —           | 70.000       | Einzelnachweise                                                                       |
| Malaysia (RIM)                                                                               | —          | —            | 2× Platin2     | —           | 100.000      | Einzelnachweise                                                                       |
| Mexiko (AMPROFON)                                                                            | —          | 3× Gold3     | 4× Platin4     | —           | 465.000      | amprofon.com.mx                                                                       |
| Neuseeland (RMNZ)                                                                            | —          | 10× Gold10   | 51× Platin51   | —           | 1.122.500    | aotearoamusiccharts.co.nz NZ2 (Memento vom 24. Juli 2011 im Internet Archive) NZ3 NZ4 |
| Niederlande (NVPI)                                                                           | —          | 4× Gold4     | 3× Platin3     | —           | 440.000      | nvpi.nl                                                                               |
| Norwegen (IFPI)                                                                              | —          | 4× Gold4     | 5× Platin5     | —           | 315.000      | ifpi.no NO2                                                                           |
| Österreich (IFPI)                                                                            | —          | 4× Gold4     | 7× Platin7     | —           | 340.000      | ifpi.at                                                                               |
| Philippinen (PARI)                                                                           | —          | —            | Platin1        | —           | 40.000       | Einzelnachweise                                                                       |
| Polen (ZPAV)                                                                                 | —          | 5× Gold5     | 15× Platin15   | 2× Diamant2 | 900.000      | olis.pl                                                                               |
| Portugal (AFP)                                                                               | —          | 4× Gold4     | 7× Platin7     | —           | 158.500      | Einzelnachweise                                                                       |
| Rumänien (UFPR)                                                                              | —          | —            | Platin1        | —           | 100.000      | Einzelnachweise                                                                       |
| Russland (NFPF)                                                                              | —          | —            | 4× Platin4     | —           | 80.000       | 2m-online.ru                                                                          |
| Schweden (IFPI)                                                                              | —          | 6× Gold6     | 9× Platin9     | —           | 675.000      | sverigetopplistan.se                                                                  |
| Schweiz (IFPI)                                                                               | —          | Gold1        | 12× Platin12   | —           | 580.000      | hitparade.ch                                                                          |
| Spanien (Promusicae)                                                                         | —          | 9× Gold9     | 7× Platin7     | —           | 870.000      | elportaldemusica.es ES2                                                               |
| Südkorea (KMCA)                                                                              | —          | Gold1        | —              | —           | 15.000       | Einzelnachweise                                                                       |
| Tschechien (IFPI)                                                                            | —          | —            | Platin1        | —           | 5.000        | Einzelnachweise                                                                       |
| Türkei (Mü-YAP)                                                                              | —          | 2× Gold2     | —              | —           | 25.000       | mu-yap.org (Memento vom 7. Oktober 2011 im Internet Archive)                          |
| Ungarn (MAHASZ)                                                                              | —          | 2× Gold2     | 2× Platin2     | —           | 84.000       | slagerlistak.hu                                                                       |
| Uruguay (CUD)                                                                                | —          | Gold1        | —              | —           | 3.000        | cudisco.org (Memento vom 9. Dezember 2004 im Internet Archive)                        |
| Vereinigte Staaten (RIAA)                                                                    | —          | 20× Gold20   | 120× Platin120 | 2× Diamant2 | 115.300.000  | riaa.com                                                                              |
| Vereinigtes Königreich (BPI)                                                                 | 5× Silber5 | 10× Gold10   | 18× Platin18   | —           | 8.095.000    | bpi.co.uk                                                                             |
| Insgesamt                                                                                    | 6× Silber6 | 163× Gold163 | 526× Platin526 | 5× Diamant5 |              |                                                                                       |